# Гимарайнс (Мараньян)

Гимарайнс на карте штата.

Гимарайнс (порт. Guimarães) — муниципалитет в Бразилии, входит в штат Мараньян. Составная часть мезорегиона Север штата Мараньян. Входит в экономико-статистический микрорегион Литорал-Осидентал-Мараньенси. Население составляет 12 081 человек на 2016 год. Занимает площадь 595,382 км². Плотность населения — 20,29 чел./км².

## Демография
Согласно сведениям, собранным в ходе переписи 2016 г. Национальным институтом географии и статистики (IBGE), население муниципалитета составляет:
| Полное население                               | Полное население                               | Полное население                               | Полное население                               | 12 081 |
| ---------------------------------------------- | ---------------------------------------------- | ---------------------------------------------- | ---------------------------------------------- | ------ |
| в том числе:                                   | Городское население                            | 6909                                           | Процент городского населения, %                | 57,19  |
|                                                | Сельское население                             | 5172                                           | Процент сельского населения, %                 | 42,81  |
|                                                | Мужское население                              | 6140                                           | Процент мужского населения, %                  | 50,82  |
|                                                | Женское население                              | 5941                                           | Процент женского населения, %                  | 49,18  |
| Плотность населения, чел/км²                   | Плотность населения, чел/км²                   | Плотность населения, чел/км²                   | Плотность населения, чел/км²                   | 20,29  |
| Население муниципалитета в % к населению штата | Население муниципалитета в % к населению штата | Население муниципалитета в % к населению штата | Население муниципалитета в % к населению штата | 0,18   |

По данным оценки 2016 года, население муниципалитета составляет 11 827 жителей.
Праздник города — 19 января.

## История
Город основан в 1758 году.

## Статистика
- Валовой внутренний продукт на 2014 год составляет 844 реалов[уточнить] (данные: Бразильский институт географии и статистики)[1].
- Валовой внутренний продукт на душу населения на 2014 год составляет 5240,38 реалов (данные: Бразильский институт географии и статистики)[1].
- Индекс человеческого развития на 2010 год составляет 0,561 (данные: Программа развития ООН)[2].